# Sylvan Springs
 Sylvan Springs és una població dels Estats Units a l'estat d'Alabama. Segons el cens del 2000 tenia 1.465 habitants.

## Demografia
Segons el cens del 2000, Sylvan Springs tenia 1.465 habitants, 589 habitatges, i 461 famílies La densitat de població era de 162,1 habitants/km².
Dels 589 habitatges en un 26,1% hi vivien nens de menys de 18 anys, en un 68,6% hi vivien parelles casades, en un 7,3% dones solteres, i en un 21,7% no eren unitats familiars. En el 19,9% dels habitatges hi vivien persones soles el 10,7% de les quals corresponia a persones de 65 anys o més que vivien soles. El nombre mitjà de persones vivint en cada habitatge era de 2,49 i el nombre mitjà de persones que vivien en cada família era de 2,85.
Per edats la població es repartia de la següent manera: un 18% tenia menys de 18 anys, un 8,7% entre 18 i 24, un 26,6% entre 25 i 44, un 28,6% de 45 a 60 i un 18,2% 65 anys o més.
L'edat mitjana era de 44 anys. Per cada 100 dones hi havia 93,5 homes. Per cada 100 dones de 18 o més anys hi havia 89,1 homes.
La renda mitjana per habitatge era de 42.692 $ i la renda mitjana per família de 49.853 $. Els homes tenien una renda mitjana de 37.500 $ mentre que les dones 23.350 $. La renda per capita de la població era de 20.338 $. Aproximadament el 3,9% de les famílies i el 4,7% de la població estaven per davall del llindar de pobresa.

## Poblacions properes
El següent diagrama mostra les poblacions més properes.